# Bussoleno
Bussoleno (arpità Busoulin) és un municipi italià, situat a la ciutat metropolitana de Torí, a la regió del Piemont. L'any 2007 tenia 6.627 habitants. Està situat a la Vall de Susa, una de les Valls arpitanes del Piemont. Limita amb els municipis de Chianocco, Mattie, Mompantero, Roure, San Giorio di Susa, Susa i Usseglio.

## Administració
| Període | Identitat        | Partit        |
| ------- | ---------------- | ------------- |
| 2004-   | Giuseppe Joannas | Llista cívica |